# 犬熊屬
犬熊屬，又名半犬屬，是食肉目犬熊科的模式屬，生存於中新世早期至上新世末期。其形態像熊及狗，身體粗壯，最長達2公尺，最大的物種較像熊多於狗。牠的尾巴及頸部很厚，四肢粗壯，牙齒像狼。牠們有可能是雜食性的，與棕熊相似。
半犬最早於中新世早期至中期在北美洲出現。其化石可以在內布拉斯加州蘇縣及科羅拉多州發現。雖然其他大型的犬熊科都被分類在半犬之內，但很多都已經重新分類在其他的屬中。新世界的半犬分支只限於三個物種，包括A. galushai、A. frendens及A. ingens。當中A. frendens及A. ingens的標本最為豐富。